# 撒母耳·伊本·納赫雷拉
撒母耳·伊本·納赫雷拉 (希伯來語：‎, Sh'muel HaLevi ben Yosef HaNagid; 阿拉伯语：‎ ʾAbū ʾIsḥāq ʾIsmāʿīl bin an-Naghrīlah；993年—約1056年），也被稱為撒母耳·哈那格德(希伯來語：‎, Shmuel HaNagid, lit. 親王撒母耳)，或 伊斯邁爾·伊本·納赫雷拉 ()，是中世紀塞法迪猶太教的塔木德學者、文法學家、語言學家、軍人、商人、政治家和有影響力的詩人。摩爾人統治伊比利亞半島時期，撒母耳·伊本·納赫雷拉便以詩歌聞名。 撒母耳·伊本·納赫雷拉或許是伊斯蘭西班牙中最具影響力的猶太人。 撒母耳·伊本·納赫雷拉也是格拉納達穆斯林王國的維齊爾與軍事指揮官。

## 生平
撒母耳·伊本·納赫雷拉，出生於安達盧西亞富有的猶太家庭。納赫雷拉學習猶太律法，成為一位通曉希伯來語、阿拉伯語、拉丁語和某種柏柏爾語言的塔木德學者。
納赫雷拉是安达卢斯猶太宗教領袖拉比哈諾克（Rabbi Hanok）的學生。安达卢斯哈里發國滅亡時，納赫雷拉年僅二十歲。隨後，納赫雷拉搬到馬拉加，成為香料商人或雜貨商。約在1020年，納赫雷拉搬到格拉納達，成為伊本·阿里夫的秘書，後者是格拉納達的維齊爾。 納赫雷拉與格拉納達王室的關係，以及最終升遷為維齊爾，皆是偶然的巧合，20世紀學者馬庫斯·雅各布·雷德（Jacob Rader Marcus）自12世紀著作《傳統之書》中發現了一段有趣的描述。撒母耳在維齊爾伊本·阿里夫住家附近開了間商店。 一次，當伊本·阿里夫的女僕請求納赫雷拉為她寫信時，伊本·阿里夫遇見了他。 最終，納赫雷拉獲任為稅務徵收人，然後是秘書，最後成為柏柏爾國王穆扎法爾的副維齊爾。
當穆扎法爾於1038年去世時，撒母耳·伊本·納赫雷拉確保國王的次子巴迪斯·伊本·哈布斯繼位，而不是長子Bulukkin。納赫雷拉支持巴迪斯，與Bulukkin，是因為巴迪斯更受民眾及猶太人社群愛戴。 回應他的支持，巴迪斯任命撒母耳·伊本·納赫雷拉為他的維齊爾和大將軍。 一些資料說，撒母耳·伊本·納赫雷拉擔任維齊爾長達三十多年，直到去世。因為根據歐麥爾契約，在伊斯蘭國家，猶太人不被允許擔任公職，所以一介猶太人或齊米能出任這般高級公職是相當罕見。撒母耳·伊本·納赫雷拉的例子被用來支持黃金時代理論，即猶太人在伊斯蘭統治下的生活與其說痛苦，還不如相對快樂多。作為維齊爾的獨特地位，撒母耳·伊本·納赫雷拉成為整個伊比利半島最高級別的猶太宮廷官員。鑒於這一點，1027年，撒母耳·伊本·納赫雷拉獲得了親王頭銜（nagid）。 納赫雷拉擔任格拉納達軍隊的大將軍，作為一名猶太人，指揮穆斯林軍隊。 其他猶太領袖，包括約瑟夫·伊本·米加什，在納赫雷拉後，支持Bulukkin，最終被迫逃亡。
一則體現撒母耳·伊本·納赫雷拉政治智慧的故事發生在巴迪斯繼位後不久。哈布斯的最愛姪兒Yaddair_ben_Hubasa的派系告訴撒母耳·伊本·納赫雷拉，他們想推翻新國王並希望得到他的支持。撒母耳·伊本·納赫雷拉假裝支持並允許他們在他的房子裡開會。他向巴迪斯告密，並獲許在會議中臥底。巴迪斯想處決這些叛亂者，但撒母耳·伊本·納赫雷拉說服他寬大為懷在政治上更有利。最終，他不僅得到國王更多的尊重，也受到叛亂者的好評。
作為一名猶太人，撒母耳·伊本·納赫雷拉積極尋求西班牙猶太社群，獨立於巴比倫叶史瓦(Geonim)之外，獨立撰寫猶太律法。1020年代晚期，納赫雷拉成為塞法迪猶太人的領袖。 納赫雷拉通過各種行動促進猶太人的福祉。例如，他通過購買大量塔木德抄本，推廣猶太教育。納赫雷拉還資助妥拉學者。 1056年，納赫雷拉去世。
人們常常猜測撒母耳可能是阿拉伯語猶太女詩人Qasmuna的祖先，但證據不足。
現代以色列的一個屯墾社區，以他的名字命名為Kfar HaNagid。

## 格拉納達大屠殺
在1049年，撒母耳·伊本·納赫雷拉替他的兒子約瑟夫·伊本·納赫雷拉（Yusef ibn Naghrillah, 1035–1066年）安排婚姻，娶了當時最受尊敬的妥拉權威Rav Nissim Gaon的獨生女。:xix 年滿21歲之前，約瑟夫就繼承了父親，成為格拉納達的維齊爾。 由於許多穆斯林嫉妒他的地位，不滿約瑟夫，指控約瑟夫利用職務為猶太朋友謀利。1066年12月30日，約瑟夫遇害。次日早晨，暴徒在格拉納達屠殺猶太居民，即格拉納達大屠殺。猶太社區後來得到重建，但在1090年被穆拉比特王朝再次摧毀。

## 作品

### 诗歌
撒母耳·伊本·納赫雷拉，是中世紀著名的希伯來詩人，也是許多其他詩人的贊助人，以其同性愛詩歌聞名。 Eban表示，納赫雷拉的影響在於將阿拉伯詩歌的特點應用於聖經希伯來語，創立了一種新風格的希伯來詩歌。 這種獨特的應用使得希伯來詩歌可以取徑阿拉伯詩歌。 納赫雷拉還在戰場上寫詩。 1047年9月8日，當他在龍達擊敗了塞維利亞、馬拉加和柏柏爾的聯軍後，他在希伯來詩中表達了對解救的感激之情：“這是我其他救贖之母，而它們對它來說像女兒一樣。”他的主要詩作包括《詩篇之子》、《傳道書之子》和《箴言之子》，每一部都是模仿“原作品”。他創立了一間猶太教學院，培養出優秀學者。納赫雷拉的許多詩歌也是作為警示或解釋宗教規則而寫的。他的詩《獎勵》（The Reward）表達了他認為人應當為上帝和自己分配時間的信念。他的詩《監獄》（The Prison）講述世界對所有人來說都是一個籠子。他宣稱人應該不受拘束地生活。他的詩《兩聲哭泣》（The Two Cries）談論著生命的開始和結束；人們出生時哭泣，而當人們死去時，其他人則為他們哭泣。他的詩《留下隱藏的事物》（Leave The Hidden Things）講述了把世界的神秘事物留給上帝去了解的主張。

### 其他作品
- 撒母耳·哈那格德咸認是《關於塔木德的導論》（Mevo ha-Talmud）的作者，這是一本關於塔木德學習的手冊，在後來的許多塔木德版本中被重新印刷。[16]
- 一篇關於聖經希伯來文語法的阿拉伯論文
- 《詩篇之子》（Ben Tehillim）
- 《傳道書之子》(Ben Qoheleth)
- 《箴言之子》 (Ben Mishlei)